# Fatemeh Rahbar

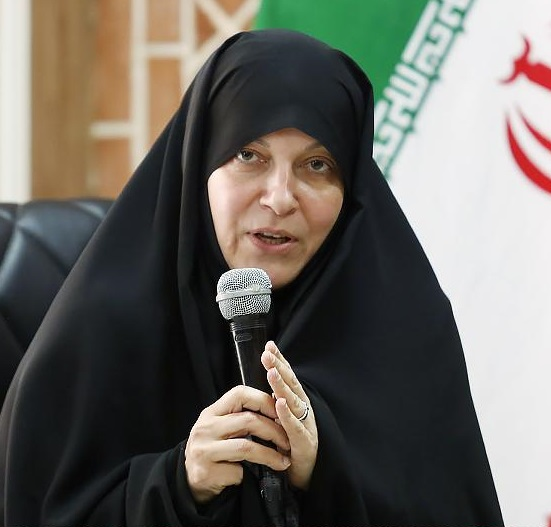
Fatemeh Rahbar 2016

Fatemeh Rahbar (persisch فاطمه رهبر Fâtemeh Rahbar; * 1964 oder 1965; † 7. März 2020 in Teheran) war eine iranische Politikerin.

## Leben
Rahbar erwarb an der Iran University of Industries and Mines einen Ph.D. im Fach „Strategic Management“. Bei den Parlamentswahlen 2004, 2008 und 2012 wurde sie im Wahlkreis Teheran, Ray, Schemiran und Eslamschahr in das iranische Parlament Madschles gewählt.
In der zehnten Legislaturperiode von 2016 bis 2020 gehörte sie nicht dem Parlament an, wurde aber bei den Wahlen 2020 mit 780.000 Stimmen als Abgeordnete für die elfte Legislaturperiode gewählt. Bevor sie ihr Mandat antreten konnte, starb sie nach Angaben der staatlichen Nachrichtenagentur IRNA im Alter von 55 Jahren am 7. März 2020 auf der Intensivstation eines Teheraner Krankenhauses an den Folgen einer SARS-CoV-2-Infektion.